# Пчеловодство
«Пчелово́дство» (укр. Бджільництво) — один з найстаріших російськомовних науково-виробничих журналів про бджільництво, що був заснований за часів радянської влади. Нині видання виходить 10 разів на рік і входить до переліку провідних рецензованих наукових журналів і видань рекомендованих ВАК для публікацій основних результатів дисертаційних досліджень. Журнал включений у Російський індекс наукових цитувань.

## Старі назви
- «Пчеловодное дело» — 1921 р. і «Практическое пчеловодство» — 1926 р.
- «Коллективное пчеловодное дело» — 1930 р.
- «Пчеловодство» — 1933 р. і донині.

## Історія
Перший номер журналу (випуск 1) присвячений бджільництву вийшов у друк 1921 року під назвою «Пчеловодное дело» за участю провідних пасічників СРСР. Спершу це був бюлетень Ізмайловської дослідної пасіки під Москвою, що в період 1921—1927 рр. очолював засновник бджолиної промисловості — Титов Абрам Євлампійович (1873—1942). Він же став і головним редактор журналу «Пчеловодное дело». Того часу, Ізмайлівська дослідна пасіка була провідною установою Московського вищого зоологічного інституту, де здійснювали підготовку інструкторів у сфері бджільництва РРФСС. Перший номер вийшов завдяки підтримці Музею наочних посібників Московського товариства сільського господарства, що опікувався розвитком науково-дослідної діяльності Петра Прокоповича. Адреса редакції першого номера зазначалась: Москва, 13 поштове відділення, Ізмайловський Звєрінець (за Семенівською заставою), Ізмайловська дослідна пасіка. присвячувався досвіду, науково-дослідній справі з питань суспільного і практичного бджільництва.
Другий номер журналу «Пчеловодное Дело» (випуск 2) за листопад—грудень 1921 р. вийшов вже спільно з Московським товариством сільського господарства. Головним завданням — було об'єднання російських пасічників, щоб узагальнити їх діяльність, надавати практичні поради стосовно бджільництва, знайомити читача з іноземним досвідом і новинками друкованих видань тощо. 
Перші видання журналу виходили зі значними запізненнями, були надруковані на неякісному папері й не містили ілюстрацій. У період між листопадом 1921 р. і до січня 1922 р. було видано 12 номерів з тиражем 3000 екз. Видавництво зазначалося як Ізмайловська дослідна пасіка Московського вищого зоологічного інституту й Московського товариства сільського господарства, що знаходилось за адресою: Москва, Смоленський бульвар, буд. 22, Музей наочних посібників Московського товариства сільського господарства.
1926 року за редакцією Титова А. Є. виходить ще один журнал — «Практическое пчеловодство».
Після об'єднання журналів «Пчеловодное Дело» і «Практическое пчеловодство» 1930 року починає друкуватися щомісячне ілюстроване видання «Коллективное пчеловодное дело», що підпорядковувався Виконавчому органу пасічників на базі Народного комісаріату землеробства СРСР. У журналі висвітлювалися питання пов'язані з пасікою і кооперацією бджолярів (ціна номера — 1 рубль). Адреса редакції зазначалась: Москва, Стара площа 5, 8, кім. 131. Видання містило рубрики:
- Будуємо соціалістичне бджолярство;
- Розмноження і зберігання бджіл;
- Наука — на допомогу практикам;
- На боротьбу з хворобами;
- Із бджолярної практики тощо.

Після створення Всеросійського союзу бджолярної кооперації в РСФСР журнал був підпорядкований до цього відомства й від 1933 року журнал почав видаватися як «Пчеловодство». Це був щомісячний кооперативно-громадський і науково-популярний журнал, що висвітлював досвід і науково-дослідну діяльність присвячених питанням суспільного й практичного бджільництва. Науково-популярним розділом у журналі опікувався відділ бджільництва Московської обласної сільськогосподарської дослідної станції. Статті містили інформацію про сучасний стан бджільництва, утримання і розмноження бджолиних сімей, використання кормів, обладнання пасік, боротьбу зі шкідниками й хворобами бджіл, досвід бджільництва іноземних країн. Як зазначав радянський і російський учений-апіолог, фахівець у галузі селекції, генетики і розведення бджіл — академік Кривцов М. І., це видання є популярним і загальнодоступним серед інших фахових журналів (2011 р.).
До 1993 року журнал видавався щомісячно. У період між 1994—1999 рр. виходили щорічно 6 номерів, від 2000 до 2004 рр. — 8 номерів. Від 2005 року й донині журнал виходить 10 разів на рік. Журнал розповсюджується в Росії, у колишніх союзних республіках і за кордоном.

## Редакція
1994 року редакція журналу на правах колективного члена вступила до Рязанського апітерапевтичного товариства. Редакцію журналу очолювали такі науковці як Миколай Михайлович Глушков — радянський апіолог й один із засновників бджільництва, директор Науково-дослідного інституту бджільництва (1943—1966); Ґурґен Арташесович Аветісян — радянський вчений у галузі бджільництва, доктор біологічних наук, професор, завідувач кафедри бджільництва Московської сільськогосподарської академії імені К. А. Тимірязєва (1956—1984); Георгій Пилипович Таранов — радянський вчений-апіолог, спеціаліст із бджільництва, доктор біологічних наук, професор (1966), заслужений діяч науки РРФСР (1968), випускник Харківського національного університету (1935) та ін.
Члени редакційної колегії
- Білаш Наталія Григорівна — кандидат біологічних наук, старший науковий співробітник, ФГБНУ «Научно-дослідний інститут бджільництва»;
- Бурмістрова Лілія Олександрівна — кандидат біологічних наук, ФГБНУ «Науково-дослідний інститут бджільництва»;
- Гробов Олег Федорович
- Ільясов Рустем Абузарович — доктор біологічних наук, старший науковий співробітник, Інститут біохімії і генетики Уфимського наукового центру РАН;
- Ішмуратова Наіля Мавлетзяновна — доктор сільськогосподарських наук, кандидат хімічних наук, Інститут органічної хімії м. Уфа;
- Клочко Раїса Тимофіївна — кандидат біологічних наук, ВНІІВСГЕ;
- Кривцов Микола Іванович
- Крилов Василь Миколайович — доктор біологічних наук, професор, зав. кафедри фізіології Нижньогородського державного університету ім. М. І. Лобачевського;
- Лебедєв В'ячеслав Іванович— доктор сільськогосподарських наук, професор, директор ФГБНУ «Науково-дослідного інституту бджільництва»[4];
- Паньшин Аркадій Василйович — зас. голови спілки бджолярів столиці, пасічник-аматор;
- Полтєв Василь Іванович
- Смирнов Анатолій Михайлович— доктор ветеринарних наук, професор, академік РАН, директор ВНІІВСГЕ, іноземний член Національної академії аграрних наук України.